# Vasile Groapă
Vasile Groapă (né le 23 mars 1955 à Brașov (Roumanie)) est un haltérophile roumain.
Il obtient la médaille d'argent olympique en 1984 à Los Angeles en moins de 100 kg ainsi que le titre de vice-champion du monde en 1984.